# Audex
Audex je program na vytahování zvukových stop z nosičů CD založený na KDE 4. Jeho vývoj zahájil Marco Nelles, který je jeho hlavním vývojářem, v roce 2007. Je to svobodný software vydaný pod licencí GPL. Na vylepšení vzhledu rozhraní se podílel Craig Drummond.
Audex vytváří profily pro LAME, OGG Vorbis (oggenc), FLAC, MP4/M4A/AAC (FAAC) a RIFF WAVE. Mimo to lze stanovit vlastní profily, což znamená, že Audex obecně pracuje s kodéry pro příkazový řádek.

## Vlastnosti
- Na získávání dat se používá program CDDA Paranoia, čímž se dosáhne dokonalé kvality zvuku
- Vytahování a kódování probíhá současně vedle sebe
- Rozsáhlá schémata souborových názvů
- Názvy souborů lze upravovat s využitím místní nebo vzdálené databáze CDDB/FreeDB
- Nástroje pro opravy popisných dat, např. psaní velkými písmeny (kapitalizace).
- Víceprofilové získávání dat z CD (s jedním kodérem v příkazovém řádku na profil)
- Natahování souborů z internetu a jejich ukládání v databázi
- Vytváření souborů se seznamy skladeb, s obaly a informacemi v cílovém adresáři
- Vytváření protokolů o postupu vytahování a kódování
- Přenos souborů prostřednictvím KDE KIO-Slaves[2]